# Tonquédec
Tonquédec település Franciaországban, Côtes-d’Armor megyében. Lakosainak száma 1201 fő (2022. január 1.). Tonquédec Caouënnec-Lanvézéac, Cavan, Lannion, Ploubezre és Pluzunet községekkel határos.

## Népesség
A település népessége az elmúlt években az alábbi módon változott:
| Lakosok száma | 958  | 1045 | 1061 | 1072 | 1178 | 1185 | 1180 | 1196 | 1201 | 1201 |
|               | 1968 | 1982 | 1990 | 2006 | 2013 | 2015 | 2017 | 2019 | 2020 | 2022 |